# Rhabdogyna patagonica
Espèce
Synonymes
- Bathyphantes patagonicus Tullgren, 1901

Notholepthyphantes australis est une espèce d'araignées aranéomorphes de la famille des Linyphiidae.

## Distribution
Cette espèce est endémique du Chili. Elle se rencontre dans les régions de Magallanes et de Coquimbo.

## Description
Le mâle décrit par Millidge en 1985 mesure 2,13 mm et la femelle 2,53 mm.

## Publication originale
- Tullgren, 1901 : Contribution to the knowledge of the spider fauna of the Magellan Territories. Svenska Expeditionen till Magellansländerna, vol. 2, no 10, p. 181-263.